# Hans Hochapfel
Hans Hochapfel (* 23. Februar 1871 in Kassel; † 27. April 1930 in Stuttgart) war ein deutscher Geiger, Dirigent und Komponist.

## Leben
Er wuchs in einem musikalischen Elternhaus auf, sein Vater Hans war Musiklehrer. Violinunterricht erhielt er bis 1890 bei Otto Kaletsch in Kassel. Von 1890 bis 1894 studierte er in Berlin bei Woldemar Bargiel und Friedrich Gernsheim. Danach wechselte er als Musiklehrer nach Libau an die dortige Musikschule. In Libau blieb er bis 1928, war in dieser Zeit zeitweise Dirigent des Libauer Kurorchesters und der Libauer Liedertafel und gründete die dortige Philharmonische Gesellschaft. 1928 wechselte er nach Stuttgart, wo er jedoch kurze Zeit später starb.

## Werke

### Veröffentlicht
In den Musikalisch-Literarischen Monatsberichten des Hofmeister-Verlags sind zwischen 1891 und 1905 folgende Werke nachweisbar:
- In der Laube – Gavotte für Klavier (Berlin: Scheithauer, 1891)
- Mein und Dein für Singstimme und Klavier (Berlin: Deneke, 1896)
- 4 Lieder für Singstimme und Klavier, Op. 11 (Berlin: Deneke, 1899)
- Meine Sultanin – 5 Gedichte für Singstimme und Klavier, Op. 13 (Leipzig: Breitkopf&Härtel, 1901)
- 3 Lieder für Singstimme und Klavier, Op. 14 (Magdeburg: Heinrichshofen, 1905)
- Slavische Rhapsodie für Violine und Klavier, Op. 25 (Magdeburg: Heinrichshofen, 1901)
- Chanson passionée für Violine und Klavier, Op. 26 (Leipzig: Leuckart, 1902)
- Gavotte gracieuse für Klavier, Op. 27 (Riga: Blosfeld, 1900)
- 4 Morceaux faciles für Violine und Klavier, Op. 28 (Magdeburg: Heinrichshofen, 1900)

Über die Slavische Rhapsodie schreibt Wilhelm Altmann:

„Setzt ganz hübsch ein, verflacht dann aber bald. Leicht.“

### Unveröffentlicht
Im Deutschen Musiker-Lexikon werden 1929 folgende unveröffentlichten Werke aufgeführt:
- 2 Sinfonien, 1896, 1898
- Streichoktett
- Streichsextett
- 2 Streichquartette
- Klaviertrio
- Einsamkeit für Alt, Streichorchester, Klavier und Pauke
- In memoriam für Streichorchester, Klavier und Pauke
- Requiem für 4 Vokalsolisten, Streichorchester, Klavier und Pauke
- Kammermusik
- Lieder
- Chöre
- Marsch 'Sei gegrüßt Libau' (1925) zum 300jährigen Stadtjubiläum